# Susan Bernard
Susan Lynn Bernard (11 de febrer de 1948 - 21 de juny de 2019) va ser una autora, actriu, model i empresaria nord-americana de Los Angeles, Califòrnia. Era filla del fotògraf Bruno Bernard.

## Carrera
Susan Bernard va ser l'autora de sis llibres, entre ells Marilyn: Intimate Exposures, Bernard of Hollywood's Ultimate Pin-Up Book i Joyous Motherhood.
Va ser la presidenta de Bernard of Hollywood/Renaissance Road Incorporated.
Bernard va aparèixer a la pel·lícula de Russ Meyer Faster, Pussycat! Kill! Kill! el 1965, i a dues temporades de General Hospital a finals de la dècada del 1960.
Va aparèixer a Playboy el desembre de 1966, i es creia que era la primera jueu Playmate del mes, tot i que en els últims anys Cindy Fuller, Miss May 1959, ha afirmat que va ser la primera playmate jueva.
En una entrevista al número d'agost de 1998 de Femme Fatales, Bernard va revelar: "Vaig ser la primera verge jueva menor de 18 anys que estava al centerfold davant d'un arbre de Nadal" i que mai havia estat nua davant de ningú més que la seva mare abans de posar per Casilli, que havia estat un dels aprenents del seu pare. .

## Vida personal
El seu pare era el fotògraf Bruno Bernard. El seu marit, tot i que després es van divorciar, era l'actor/dramaturg Jason Miller; el seu fill és l'actor Joshua John Miller.
Va morir d'un aparent atac de cor el 21 de juny de 2019.

## Filmografia

### Pel·lícules
- The Mao Game (1999)
- Teenager (1974)
- The Killing Kind (1973) .... Tina Moore (com Sue Bernard)
- Necromancy (1972) .... Nancy
- Machismo: 40 Graves for 40 Guns (1971) .... Julie
- The Phynx (1970) .... London Belly
- That Tender Touch (1969) .... Terry Manning
- The Witchmaker (1969) .... Felicity Johnson
- Stranger In Hollywood (1968) .... Dona
- Faster, Pussycat! Kill! Kill! (1965) .... Linda (com Susan Bernard)

### Televisió
- The Smith Family - "No Place to Hide" (1971)
- The Beverly Hillbillies
  - "The Girls from Grun" (1971) .... Noia
  - "The Grunion Invasion" (1971) .... Noia
- Room 222 - "Funny Boy" (1969) .... Joellen
- General Hospital (1963) .... Beverly Cleveland Fairchild (1968–1969)